# ناحیه نورث هریکین، شهرستان فایت، ایلینوی
ناحیه نورث هریکین (به انگلیسی: North Hurricane Township) یک منطقهٔ مسکونی در ایالات متحده آمریکا است که در شهرستان فایتی، ایلینوی واقع شده‌است. ناحیه نورث هریکین ۲۵۷ نفر جمعیت دارد و ۱۹۶ متر بالاتر از سطح دریا واقع شده‌است.